# Calgary Surge
El Calgary Surge es un equipo de baloncesto profesional canadiense de la ciudad de Calgary, Alberta, Canadá. Compite en la Liga de Baloncesto Élite canadiense (CEBL por sus siglas en inglés, corresponden a "Canadian Elite Basketball League"). Los partidos de local los disputa en el Canada Olympic Park.

## Historia
El 12 de junio de 2018, se anunció que el equipo se llamaría Guelph Nighthawks. Guelph se unió a los  Hamilton Honey Badgers, Edmonton Stingers, Niagara River Lions, Saskatchewan Rattlers, y Vancouver Bandits como uno de las seis franquicias originales para la temporada inaugural del CEBL.
El 17 de agosto de 2022, se anunció que los Guelph Nighthawks se trasladarían a Calgary. La franquicia jugará partidos en casa en Winsport Event Center. El 19 de octubre de 2022, fueron nombrados oficialmente Calgary Surge.

## Récord
| Liga    | Temporada     | Entrenador | Temporada regular | Temporada regular | Temporada regular | Temporada regular | Postemporada | Postemporada | Postemporada | Postemporada |
| Liga    | Temporada     | Entrenador | Ganado            | Perdido           | Gana %            | Posición          | Ganado       | Perdido      | Gana %       | Resultado    |
| ------- | ------------- | ---------- | ----------------- | ----------------- | ----------------- | ----------------- | ------------ | ------------ | ------------ | ------------ |
| CEBL    |               |            |                   |                   |                   |                   |              |              |              |              |
| 2019    | Charles Kissi | 6          | 14                | .300              | 5.º               | No clasificó      | No clasificó | No clasificó | No clasificó |              |
| Totales | Totales       | Totales    | 6                 | 14                | .300              | —                 | 0            | 0            | –            |              |